# Тамбо (Квинсленд)
Тамбо — город в Центрально-Западном Квинсленде, Австралия. Расположен на берегу реки Барку. Находится в 101 км к юго-востоку от города Блэколл по шоссе «Ландсборо» и примерно в 862 км к северо-западу от столицы штата, Брисбена.
По данным Переписи населения в Австралии, в 2021 году число жителей составляло 283 человека. 
Около 7 % населения являются аборигенами островов Торресова пролива и около 6 % родились за пределами Австралии.
Город берет своё название от местного австралийского слова, означающего «скрытое место» или «место отдыха, рыба, тенистые воды, скрытые воды, уединенное место, скрытое место и местный ямс».

## История
Местность, на которой сейчас находится город Тамбо, была домом для различных групп аборигенов, включая Ваджалинг, Ваджалад, Ваджабангай и Питьяру. 

### Европейские исследования и поселения
Первое европейское исследование района было проведено сэром Томасом Митчеллом, широко известным как «майор Митчелл», в 1846 году. Тамбо был первоначально известен как Каррангарра. Город был основан в 1863 году, что делает его самым старым городом в западном Квинсленде. В 1868 году поселение было переименовано в Тамбо. В течение приблизительно следующих 15 лет область не использовалась, пока селекционеры не начали осваивать землю в 1861 году.
Ряд зданий наследия сохранились с самых ранних дней поселения.
Филиал Национальный банк Квинсленда был впервые открыт в 1875 году.
Тамбо был местом первой смертоносной аварии авиакомпании Qantas. Airco DH.9 разбился 24 марта 1927 года после того, как самолет заглох при посадке, трое человек погибли.
Тамбо был отрезан на восемь дней во время наводнения в Квинсленде в феврале 2012 года.

## География и климат
Река Барку протекает через город и находится рядом с Серым хребтом — частью участка «крыши Квинсленда» Большого Водораздельного хребта.
Шоссе Ландсборо — часть Национальной сети автомобильных дорог, связывающих Брисбен и Дарвин — проходит через Тамбо. Тамбо также связан с Альфой дорогой Доусон.
Карнарвон (национальный парк) (секция Salvator Rosa) находится к востоку от города.
Температура воздуха в Тамбо колеблется от 35 °C летом до 21 °C зимой. Минимальные температуры зимой часто опускаются ниже нуля. Среднегодовое количество осадков составляет 535,7 мм (21,0 дюйма), большинство из которых выпадает в период с декабря по март.
| Показатель                            | Янв. | Фев. | Март | Апр. | Май  | Июнь | Июль | Авг. | Сен. | Окт. | Нояб. | Дек. | Год   |
| ------------------------------------- | ---- | ---- | ---- | ---- | ---- | ---- | ---- | ---- | ---- | ---- | ----- | ---- | ----- |
| Абсолютный максимум, °C               | 44,2 | 42,8 | 40,5 | 37,1 | 34,4 | 31,7 | 30,0 | 35,0 | 39,0 | 41,0 | 43,3  | 43,3 | 44,2  |
| Средний суточный максимум, °C         | 34,9 | 33,8 | 32,4 | 29,1 | 24,9 | 21,6 | 21,2 | 23,5 | 27,3 | 30,9 | 33,2  | 34,8 | 29,0  |
| Средний суточный минимум, °C          | 20,4 | 20,0 | 17,5 | 12,7 | 8,1  | 4,9  | 3,6  | 5,1  | 9,0  | 13,7 | 17,0  | 19,1 | 12,6  |
| Абсолютный минимум, °C                | 10,4 | 9,5  | 5,8  | 0,0  | −3   | −5   | −5,6 | −5,6 | −2,5 | −0,5 | 4,4   | 7,0  | −5,6  |
| Норма осадков, мм                     | 81,0 | 77,5 | 58,3 | 37,1 | 34,4 | 28,6 | 27,1 | 18,7 | 21,3 | 34,6 | 47,0  | 70,1 | 535,7 |
| Источник: Бюро метеорологии Австралии |      |      |      |      |      |      |      |      |      |      |       |      |       |

## Наследие
«Тропа наследия Тамбо» включает в себя 17 зданий на территории города, имеющих историческое значение. Они включают в себя:
- Здание почтово-телеграфного управления
- Мемориал Рэга Барри
- Каменная метка
- Старое почтовое отделение Тамбо (1876)
- Суд (1888)
- Тамбо Шир Холл
- Масонская ложа
- Старая электростанция
- Государственная школа Тамбо
- Ветряная мельница в мотеле Тамбо Милл
- Больница неотложной медицинской помощи
- Клубный отель
- Универсальный магазин
- Отель Royal Carrangarra Hotel
- Мастерская мягких игрушек
- Национальный Банк Квинсленда

## Объекты всемирного наследия
Тамбо имеет ряд объектов всемирного наследия, в том числе:
- Улица Артура: бывшее почтовое отделение Тамбо[8]
- Улица Артура, 9: бывший Дом суда Тамбо[9]

## Экономика
Овцеводство и туризм имеют большое значение для города. Существовала лесопилка, которая закрылась в 2011 году.

## Услуги и достопримечательности
В бывшем здании суда на улице Артур, внесенном в список объектов культурного наследия, находятся Информационный центр для посетителей Тамбо и библиотека Тамбо. Здание было построено в 1888 году.
Тамбо также известен своей мастерской мягких игрушек Тамбо Тедди, созданной 3 местными женщинами в 1992 году, чтобы помочь продвинуть шерстяную промышленность после многих лет засухи, которая привела к падению цен на шерсть.
Отделение Тамбо Ассоциации женщин Квинсленда проводит встречу в отеле Royal Carrangarra на улице Артур.
Государственная школа Тамбо открылась 28 февраля 1876 года и работает для учеников с 0 по 10 классы. Услуги дистанционного образования предоставляются ученикам 11 и 12 классов.

## Система управления
До 2008 года Тамбо был административным центром графства Тамбо. В 2008 году в рамках объединения правительством Квинсленда районов местного самоуправления графство Тамбо было упразднено, и Тамбо теперь является частью региона Блэколл -Тамбо.